# Arte quartett
Arte quartett är en Schweizisk grupp inom klassisk musik och avantgard jazz, fri improvisation.

## Medlemmar
- Beat Hofstetter - sopransax
- Sascha Armbruster  - altsax
- Andrea Formenti  - tenorsax
- Beat Kappeler  - barytonsaxofon

CD-inspelningar med Fred Frith, Tim Berne, Terry Riley, Michel Godard, Pierre Favre, Nick Bärtsch, Urs Leimgruber.